# Serranía de Huayllamarca

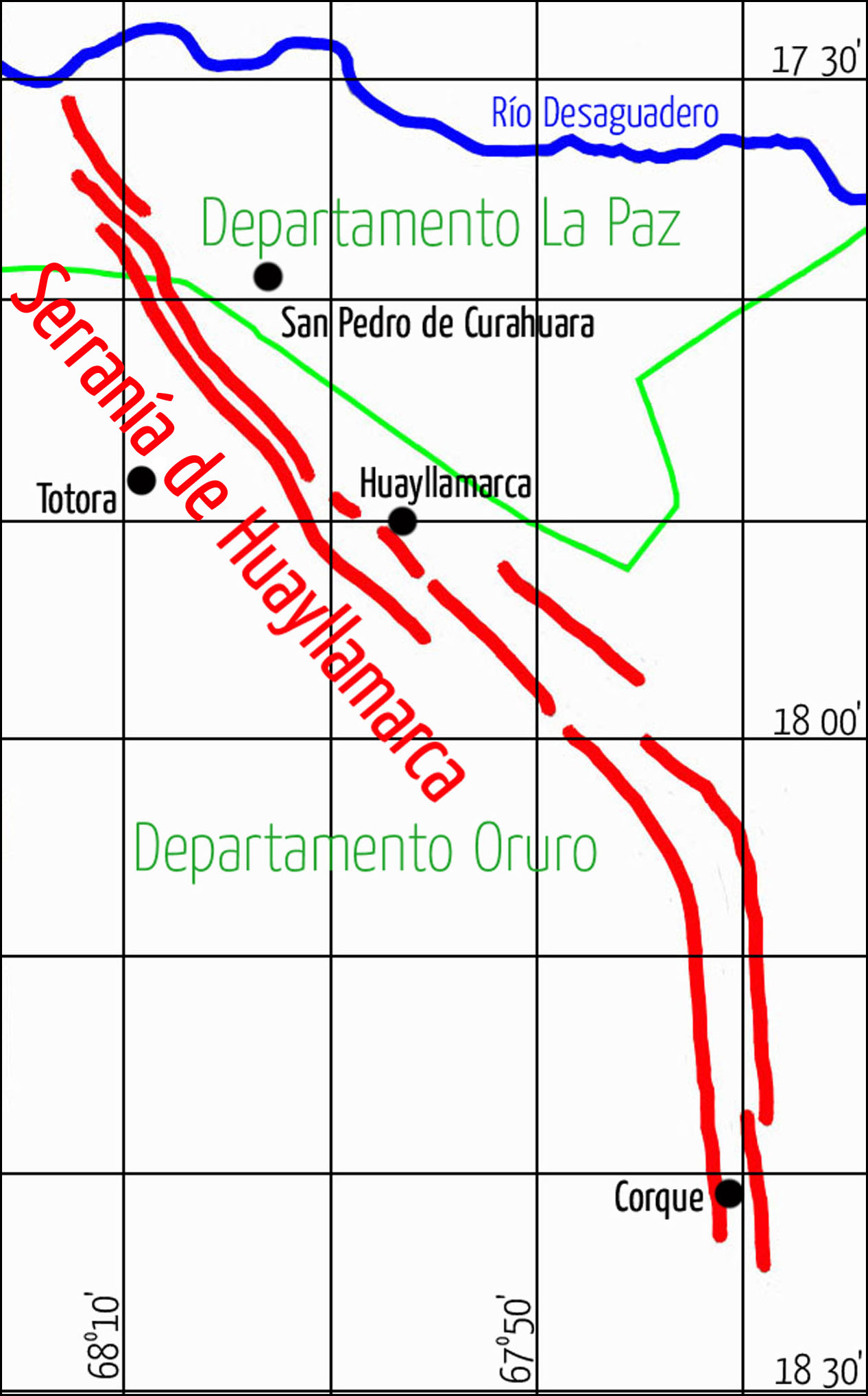
Mapa de la Serranía de Huayllamarca.

La Serranía de Huayllamarca es una cadena montañosa plegada en las tierras altas de Bolivia, ubicadas en los departamentos de La Paz y Oruro.
La Serranía de Huayllamarca es una cordillera de aproximadamente 100 kilómetros de largo que se extiende de noroeste a sureste sobre el Altiplano boliviano al oeste de la ciudad de Oruro y está compuesta por arenisca, roca conglomerada y lutita . Comienza en el sur cerca del pueblo de Corque y continúa hacia el norte y el noroeste hasta el Río Desaguadero, las estribaciones de la cordillera se extienden más al norte hasta el borde sur del lago Titicaca .
La cordillera se eleva por largas distancias solo unos pocos cientos de metros por encima de los 3.700 hasta los 4.000 m s. n. m. en el Altiplano, mientras que en la parte media alcanza una altura de hasta 4.700 m s. n. m. Debido a la escasez de lluvias en los meses de invierno, muchos de los pequeños ríos a lo largo de la cordillera solo tienen un flujo de agua periódico.